# Tomáš Votava
Tomáš Votava (* 21. února 1974) je bývalý český profesionální fotbalista hrající na pozici obránce.
Se Spartou Praha získal jeden československý a pět českých titulů. V roce 1999 přestoupil do bundesligového klubu Mnichov 1860, v němž byl limitován zraněním a během čtyř sezón nastoupil jen ke 49 ligovým zápasům. Roku 2003 odešel do kyperského týmu APOEL Nikosia. Do Německa se vrátil po ročním působení na ostrově. Stal se členem klubu SpVgg Greuther Fürth, ze kterého po osmnácti měsících přestoupil do Dynama Drážďany.
Za českou reprezentaci nastoupil ke 13 utkáním, v nichž ani jednou neskóroval. Sportovní kariéru ukončil v roce 2008.
Se ženou Natálií má tři děti: Josefa (1999), Tomáše (2001) a Julii (2007).

## Přehled
- Mistrovství Evropy ve fotbale hráčů do 17 let: 1990
- Mistr České ligy: 1994, 1995, 1997, 1998, 1999
- Vítěz Českého fotbalového poháru: 1996
- Kyperská první liga: 2004